# Hayes Jones
Hayes Wendell Jones (ur. 4 sierpnia 1938 w Pontiac, w Michigan) – amerykański lekkoatleta płotkarz, mistrz olimpijski.
Nie miał dobrych warunków fizycznych do biegu na wysokich płotkach, bo mierzył tylko 180 cm, ale rekompensował to nienaganną techniką, szybkością i doskonałym startem.
W 1959 zwyciężył w biegu na 110 metrów przez płotki oraz w sztafecie 4 × 100 metrówna igrzyskach panamerykańskich w Chicago. Na igrzyskach olimpijskich w 1960 w Rzymie zdobył brązowy medal w biegu na 110 metrów przez płotki (wyprzedzili go rodacy Lee Calhoun i Willie May). Był w składzie sztafety 4 × 100 metrów, która 15 lipca 1961 w Moskwie ustanowiła rekord świata wynikiem 39,1 s.
Zwyciężył w biegu na 110 metrów przez płotki na igrzyskach olimpijskich w 1964 w Tokio ustanawiając rekord olimpijski czasem 13,6 s.
Był mistrzem Stanów Zjednoczonych (AAU) w biegu na 120 jardów przez płotki w 1958, 1961 i 1963 oraz w biegu na 110 metrów przez płotki w 1960 i 1964, a także akademickim mistrzem USA (NCAA) w biegu na 120 jardów ppł i 220 jardów przez płotki w 1959.
Po zakończeniu kariery sportowej pracował m. in jako dyrektor ds. rekreacji Nowego Jorku, a następnie a jako dyrektor przedsiębiorstwa transportu publicznego w Detroit.